# دولوجا (کاهتا)
دولوجا (به ترکی استانبولی: Doluca) (به کردی: Keferme) یک منطقهٔ مسکونی کردنشین در ترکیه است که در کاهتا واقع شده‌است.